# 利维·姆瓦纳瓦萨

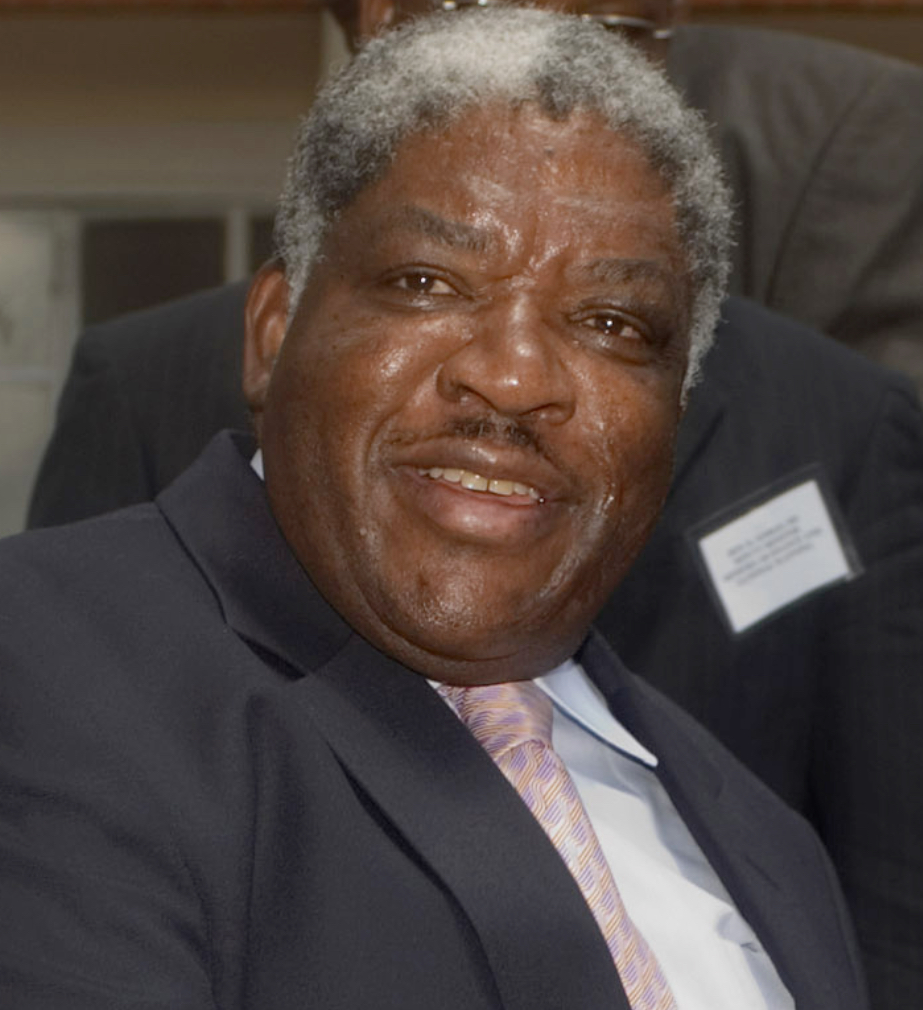
利维·姆瓦纳瓦萨，摄于2006年

利维·帕特里克·姆瓦纳瓦萨（英語：Levy Patrick Mwanawasa，1948年9月3日—2008年8月19日），赞比亚总统（2002—2008），2002年1月首次當選。
姆瓦纳瓦萨出生于穆富利拉，在赞比亚大学获得法律学位。1985年任赞比亚副检察长，1991年被总统弗雷德里克·奇卢巴任命为副总统。1991年12月8日，姆瓦纳瓦萨在一场事故中受伤。1996年，竞选总统失利。2001年竞选成功并于次年正式当选总统，2006年10月2日在總統大選中再次获胜。他在2008年6月到埃及出席非洲聯盟首腦會議時，突然中風，後轉到巴黎的醫院治療，到8月19日不治逝世後，贊比亞副總統班達發表電視講話，宣佈全國將哀悼七天。姆瓦納瓦薩身故後成為第一位逝世且安葬於卢萨卡使館公園總統陵園的總統。
| 官衔                     | 官衔                 | 官衔               |
| ------------------------ | -------------------- | ------------------ |
| 前任： 弗雷德里克·齐卢巴 | 赞比亚总统 2002–2008 | 繼任： 鲁皮亚·班达 |